# Tsubasa (Shinkansen)
Pour les articles homonymes, voir Tsubasa.
Le Tsubasa (やまびこ) est le nom d'un service de train à grande vitesse japonais du réseau Shinkansen développé par la JR East sur les lignes Shinkansen Tōhoku et Yamagata. Son nom signifie aile en japonais.

## Gares desservies
Mis en place pour l'ouverture de la ligne Shinkansen Yamagata le 1er juillet 1992, ce service relie Tokyo à Shinjō. Certains trains sont terminus Yamagata.
| Nom des gares        |
| -------------------- |
| Tokyo                |
| Ueno*                |
| Ōmiya                |
| Utsunomiya*          |
| Kōriyama*            |
| Fukushima            |
| Yonezawa             |
| Takahata*            |
| Akayu*               |
| Kaminoyama-Onsen*    |
| Yamagata             |
| Tendō*               |
| Sakurambo-Higashine* |
| Murayama*            |
| Ōishida*             |
| Shinjō*              |

Les gares marquées d'un astérisque ne sont pas desservies par tous les trains. 

## Matériel roulant
Les services Tsubasa sont effectués par les Shinkansen E3-1000/2000 couplés à des Shinkansen E2 ou Shinkansen E5/H5 sur la partie Tokyo - Fukushima sur la ligne Shinkansen Tōhoku. Seuls les Shinkansen E3 continuent sur la ligne Yamagata pour des questions de gabarit. Ces services étaient effectués par les Shinkansen série 400 jusqu'en 2010.

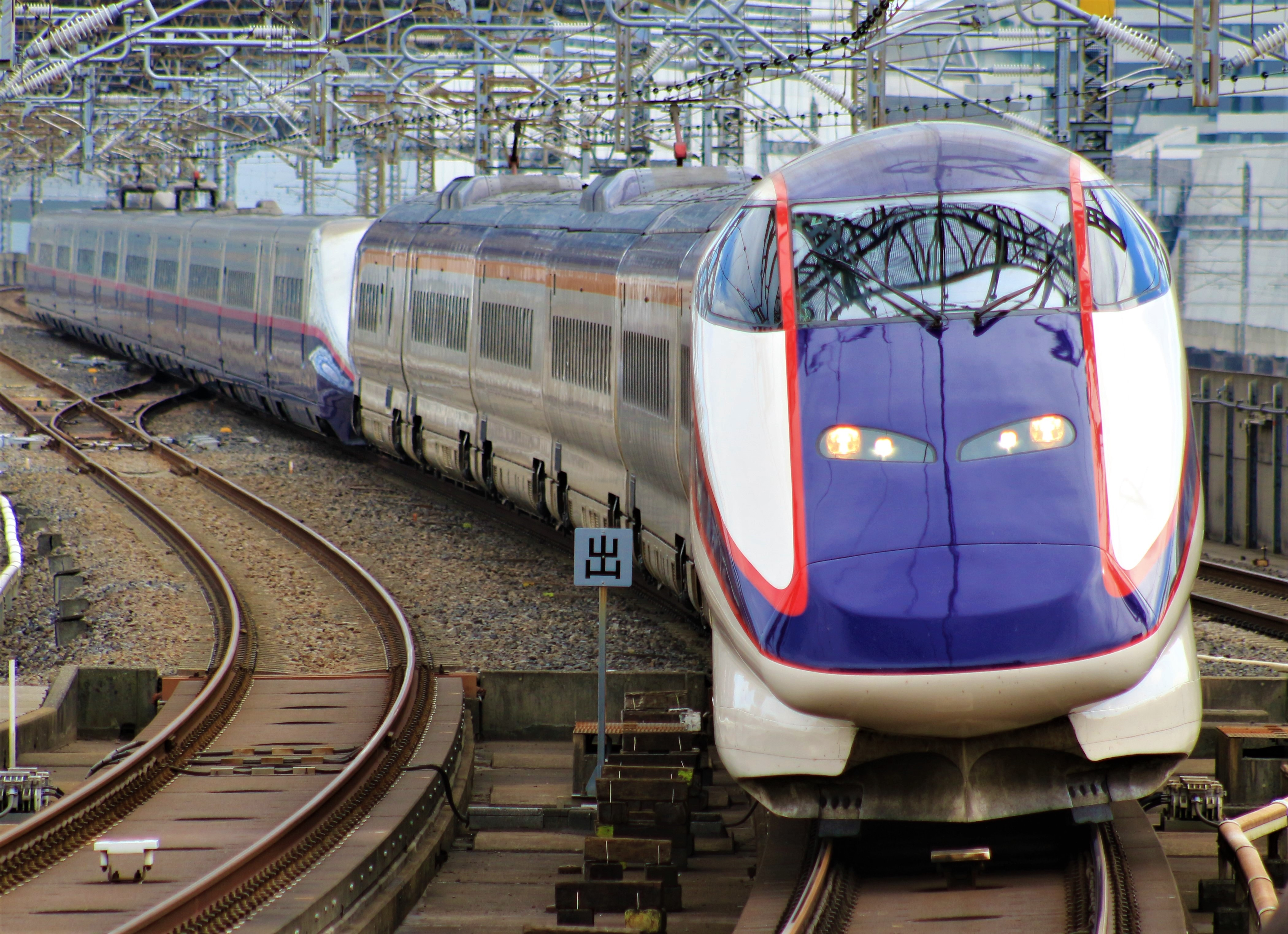
Shinkansen série E3 couplé à un Shinkansen série E2
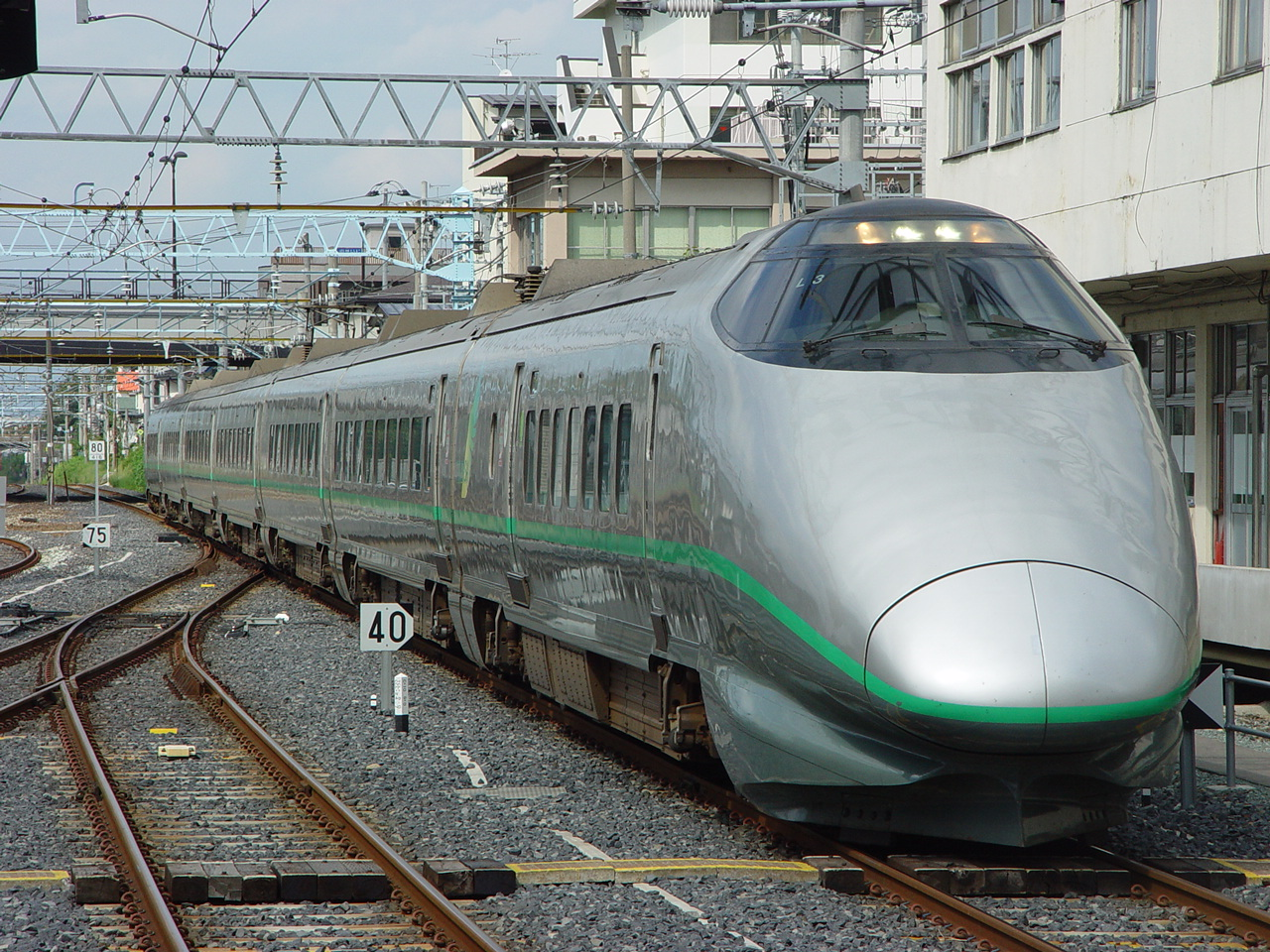
Shinkansen série 400